# Der Seelenbräu
Der Seelenbräu ist eine 1949 entstandene, österreichische Filmkomödie von Gustav Ucicky mit Paul Hörbiger und Heinrich Gretler in den Hauptrollen zweier sturköpfiger Gegenspieler. Dem Film lag die gleichnamige Novelle von Carl Zuckmayer zugrunde. Deutscher Alternativtitel ist Im Wirtshaus zum Goldenen Herzen.

## Handlung
Der Dechant von Köstendorf und sein Gegenspieler, der Bierbrauer Hochleithner, sind die beiden Respektspersonen, die in einem alpinen Dorf, dem zentralen Handlungsort der Geschichte, das Sagen haben. Beide knorrigen, alten Männer gelten als ausgesprochene Sturköpfe und stehen in einem erbitterten Wett- und Widerstreit miteinander. Während sich der eine um das Seelenheil der Gemeinde kümmert, ist der andere um das alkoholisch-leibliche Wohl der Dorfgemeinde besorgt. Schon deshalb nennt man die Zwei im Ort „Der Seelenbräu“ und „Der Leibesbräu“. Die Fehde geht schon seit 20 Jahren so und liegt in einem alten Disput begründet: Der Streit entzündete sich einst wegen einer Reliquie, die sich seit Jahrhunderten in Familienbesitz der Hochleithners befindet. Der Dechant hat mehrfach vergeblich versucht, die Reliquie aus den Händen des bierbrauenden Grobians wieder zurück in den Schoß von „Mutter Kirche“ zu führen. Seitdem wettert der Dechant von der Kanzel unerbittlich gegen das Wirtshaus, und der Bierbrauer ignoriert diese Attacken genüsslich.
Eines Tages sehen sich die beiden Streithähne dazu genötigt, einen vorübergehenden Waffenstillstand zu schließen, da beide alten Männer mit einem neuen Problem konfrontiert werden. Matthias Hochleithners Nichte Clementine ist aus der Klosterschule, auf die sie bislang ging, ausgebüxt. Der Pfarrer will unbedingt, dass Clementine dorthin zurückkehrt und versucht in dieser Angelegenheit seinen alten Widersacher auf seine Seite zu ziehen. Nach einigem Hin und Her einigt sich Matthias Hochleitner mit dem Internat und des Seelebräus Segen, dass Clementine ihre Schulbildung zu Hause abschließen soll. Anschließend soll das musikalisch begabte Mädchen im Salzburger Mozarteum seine künstlerische Fortbildung erhalten. Nach dem bestandenen Examen kehrt Clementine erst einmal ins Dorf zurück. Doch da naht neues Ungemach: Ein Aushilfslehrer in Gestalt des Musikers Franz Haindl ist eingetroffen, und Clementine und der junge Mann, der ihre Liebe zur klassischen Musik teilt, verlieben sich ineinander. Prompt kommt es zu neuen Schwierigkeiten, denn diesmal sind sich Seelenbräu und Leibesbräu darin einig, dass dieser junge Habenichts nichts für Clementine sei. Der Adelige Michael von Ammetsberger hingegen, der den beiden Alten als Schwiegersohn gefallen könnte und Interesse an Clementine zeigt, erhielt von ihr bislang mehr als nur eine Abfuhr.
Franz Haindl sorgt mit seiner Auffassung von Lehrberuf und Musik bei dem Dechant für Unmut. Dieser beschwert sich sogar bei dessen Vorgesetzten über die Lehrmethode. Daraufhin soll der progressive Franz entlassen werden. Aber der Seelenbräu mag nicht der Verkünder dieser schlechten Nachricht sein und möchte den Aushilfslehrer in eine seiner Chorproben holen. Anschließend kommt es zum Streit, da der Pfarrer und der Musiklehrer sich nicht über die Musikwahl einigen können. Haindl reicht derweil eine Faschingsmelodie beim Mozarteum mit einer Widmung für Clementine ein. Diese Tat wird jedoch von der erzkonservativen Musiklehrerschaft zum Skandal hochgejazzt. Clementine hingegen fühlt sich von diesem Akt der Zuneigung sehr geschmeichelt. Als sie sich bei ihrem Franz bedanken möchte, erleidet ihr Onkel, der Leibesbräu, einen Herzanfall. Auf dessen Krankenlager gesteht sie dem alten Bierbrauer, dass sie ihren Franz liebt. Nun versöhnt sich Hochleithner mit dem Gedanken, seine Nichte an einen Künstler abgeben zu müssen. Clementine und Franz studieren ein besonderes Chorstück von Joseph Haydn ein, um auch den Seelenbräu zu besänftigen und ihm zugleich zu seinem 35-jährigen Amtsjubiläum zu gratulieren. Clementine und Franz dürfen schließlich heiraten, und auch der Seelenbräu und der Leibesbräu haben sich ausgesöhnt, denn man ist dabei verblieben, dass sich zukünftig jeder um das Wohl seiner „eigenen Schäfchen“ kümmern soll.

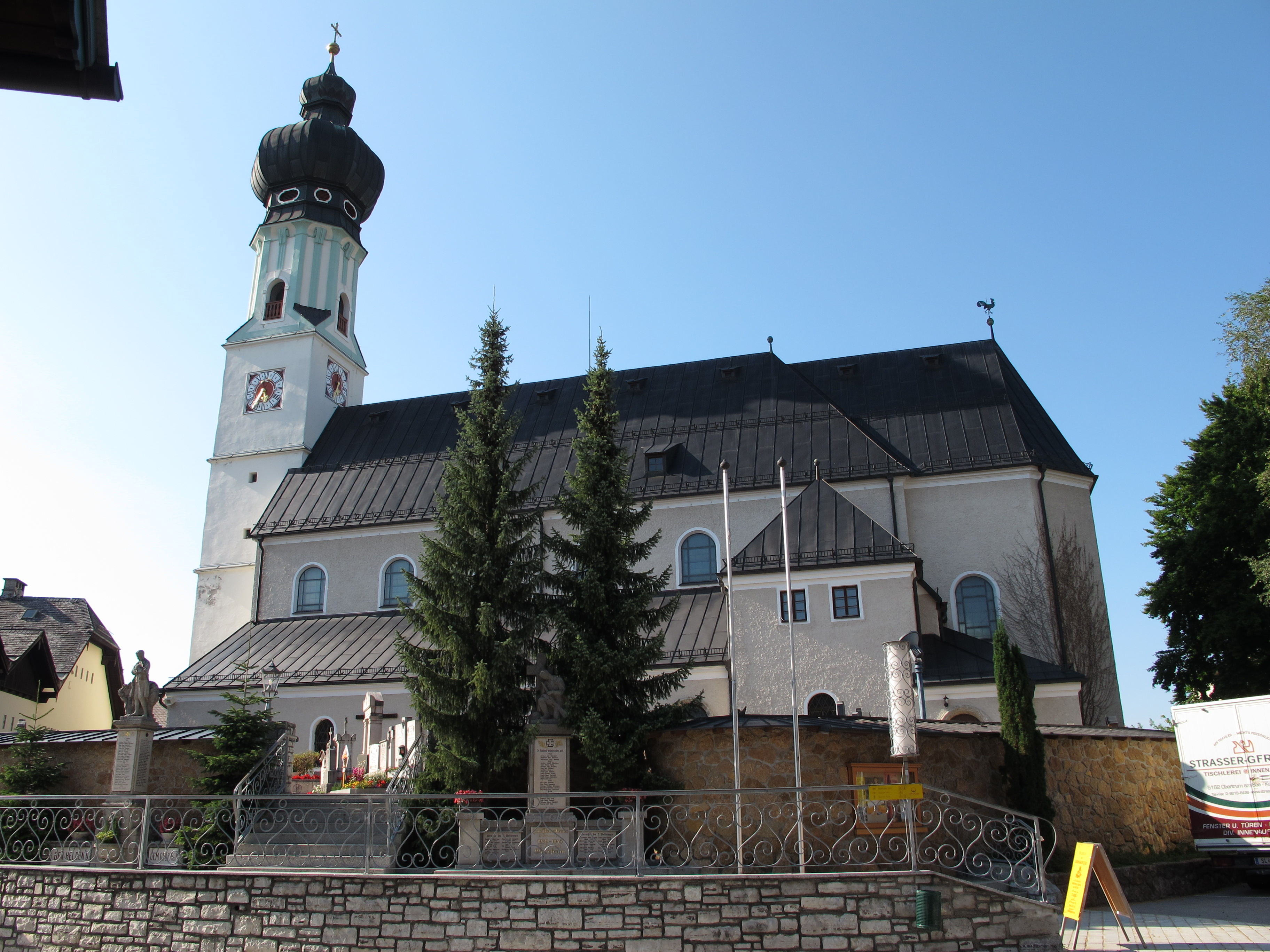
Wird zur Pfarrkirche des „Seelenbräus“ in Köstendorf: die Pfarrkirche Obertrum am See

## Produktionsnotizen
Der Seelenbräu entstand 1949 in den Ateliers von Wien-Sievering sowie in Obertrum (Foto links) bei Salzburg (Außenaufnahmen). Der Film wurde am 27. Januar 1950 im Zürcher Corso-Kino uraufgeführt, in Wien konnte man den Seelenbräu erstmals am 18. April desselben Jahres sehen. Deutschlandpremiere war am 25. August 1950 in München. In Berlin konnte man den Film erstmals am 2. November 1950 sehen. Am 9. November 1975 war im ZDF die deutsche Fernseherstausstrahlung.
Karl Ehrlich übernahm die Produktionsleitung. Otto Niedermoser und Eduard Stolba gestalteten die Filmbauten. Otto Untersalmberger zeichnete für den Ton verantwortlich. Georg Marischka war Ucickys Regieassistent.

## Kritiken
Cinema nannte die Produktion eine „volkstümelnde Verfilmung“.
In ORF III, Kultur und Information, heißt es: „Paul Hörbiger in seiner Paraderolle als aufbrausender Pfarrer im ständigen Kampf mit dem sturköpfigen Bierbrauer Hochleithner (Heinrich Gretler) in einer österreichischen Variante von Don Camillo und Peppone“.
Im Lexikon des Internationalen Films ist zu lesen: „Carl Zuckmayers Novelle wurde hier in eine allzu volkstümlich schlichte Filmfassung gebracht, die alle ironischen Zwischentöne ausspart.“